# 分子标记
分子标记（英語：Molecular marker）是遗传标记的一种，是在基因水平上的标记，是直接在DNA分子上检测遗传变异。分子标记能对不同发育时期的个体、任何组织器官甚至细胞作检测，数量极多，遍及整个基因组，多态性高,遗传稳定，不受环境及基因表达与否的限制，正是因为这些优点分子标记的应用越来越广泛。它包括RFLP、RAPD、AFLP、SSR和ISSR等等。